# Kopplade pendlar

Två kopplade pendlar

Kopplade pendlar är i fysiken ett modellsystem för oscillatorer som har växelverkan med varandra. En enkel realisation är att hänga två nästan lika pendlar på en lina mellan två stolar. Oscillationerna är inte oberoende av varandra, och energi går fram och tillbaka från oscillation av den ena pendeln till oscillation av den andra pendeln.